# فهرست شاهان آشور
پادشاه آشور (اکدی: "Išši'ak Aššur"، بعدها "šar māt Aššur") فرمانروای باستانی میانرودان بود. پادشاهی آشور، که در مقطعی در قرن ۲۶–۲۰ پیش از میلاد تأسیس شد و در قرن هفتم پیش از میلاد سقوط کرد. آشور در بیشتر تاریخ اولیه خود چیزی بیش از یک دولت‌شهر بود که مرکز آن شهر آشور بود، اما از قرن چهاردهم پیش از میلاد به بعد، آشور تحت رهبری یک سری از پادشاهان جنگجو قیام کرد تا به یکی از مهم‌ترین کشورهای سیاسی و قدرت‌های خاور نزدیک باستان تبدیل شود. در چند قرن اخیر خود به عنوان بزرگ‌ترین امپراتوری جهان تا کنون بر منطقه تسلط داشت.
تاریخ باستان آشور معمولاً به دوره‌های کهن، میانه و نوآشوری تقسیم می‌شود، که همگی با دوره‌های تعالی و افول مشخص شده‌اند.
همه لیست‌های مدرن پادشاهان آشور به‌طور کلی از «لیست پادشاهی آشور» پیروی می‌کنند، لیستی که خود آشوریان باستان در طی چندین قرن نگه داشته و تدوین کرده‌اند. اگرچه برخی از قسمت‌های این فهرست احتمالاً تخیلی است، اما این لیست با هیتی، بابلی و مصر باستان، سابقه باستان‌شناسی، و به‌طور کلی برای سالشماری قابل اعتماد در نظر گرفته می‌شود.
آشوریان باستان اعتقاد نداشتند که پادشاه آنها شخصاً خدا است، اما حاکم خود را نایب خدای اصلی خود، آشور و نماینده اصلی او در زمین می‌دانستند. در جهان بینی آنها، آشور نماینده یک مکان نظم بود در حالی که سرزمین‌هایی که توسط پادشاه آشور اداره نمی‌شد (و با گسترش آن، خدای آشور) به عنوان مکان‌های هرج و مرج و بی‌نظمی شناخته می‌شدند. بدین ترتیب وظیفه پادشاه برای گسترش مرزهای آشور و ایجاد نظم و تمدن در سرزمین‌هایی که غیر متمدن تصور می‌شوند، تلقی می‌شد.
پادشاهان اولیه آشور که دست‌نشانده امپراتوری‌های قدرتمندتر بودند، از عنوان فرماندار یا نایب السلطنه ("Išši'ak") استفاده می‌کردند که پس از استقلال آشور به دلیل اطلاق لقب پادشاه ("šar") به خدای آشور، به عنوان عنوان حاکم باقی ماند. پادشاهان بعدی آشور، با شروع آشور-اوبالیت یکم (قرن ۱۴ پیش از میلاد) عنوان "šar māt Aššur" را به عنوان امپراتوری خود گسترش دادند و بعداً عناوین بلندپروازانه‌تری مانند "پادشاه سومر و اکد "، "پادشاه کائنات" و "شاه چهارگوشه جهان"، اغلب برای اینکه کنترل خود را بر تمام میانرودان تأکید کنند.
خط پادشاهان آشور با شکست آخرین پادشاه آشور آشور-اوبالیت دوم توسط امپراتوری بابل نو و امپراتوری مادها در ۶۰۹ پیش از میلاد پایان یافت، و پس از آن آشور به عنوان یک واحد سیاسی مستقل ناپدید شد و دیگر هرگز قیام نخواهد کرد. مردم آشوری زنده مانده و به عنوان اقلیت قومی، زبانی، مذهبی (بیشتر مسیحیان از قرن یک تا سوم میلادی) و اقلیت فرهنگی در سرزمین آشور و مکان‌های دیگر تا امروز باقی مانده‌اند.

## دوره آغازین تاریخ آشور
شاهانی که در خیمه زندگی می‌کردند
| نام      | دوران پادشاهی            |
| -------- | ------------------------ |
| تودیا    | حدود ۲۵۰۰ (پیش از میلاد) |
| یَنکی     | نامشخص                   |
| شَلَمو     | نامشخص                   |
| هَرهَرو    | نامشخص                   |
| ایم-سو   | نامشخص                   |
| هَرسو     | نامشخص                   |
| دیدَنو    | نامشخص                   |
| زو-اَبو   | نامشخص                   |
| نو-اَبو   | نامشخص                   |
| اَبَزو     | نامشخص                   |
| بِلو      | نامشخص                   |
| اَزَرَه     | نامشخص                   |
| اوشپی-یَه | حدود ۲۰۲۰ (پیش از میلاد) |

شاهانی که نیاکان آشوریان بودند
| نام        | پادشاه پیشین   | دوران پادشاهی |
| ---------- | -------------- | ------------- |
| اَپی-شَل     | پسر اوشپی-یَه   | نامشخص        |
| هَله        | پسر اَپی-شَل     | نامشخص        |
| سَمَنی       | پسر هَله        | نامشخص        |
| هَیَنی       | پسر سَمَنی       | نامشخص        |
| ایلو-مِر    | پسر هَیَنی       | نامشخص        |
| یَک-مِسی     | پسر ایلو-مِر    | نامشخص        |
| یَک-مِنی     | پسر یَک-مِسی     | نامشخص        |
| یَز-کور-اِل  | پسر یَک-مِنی     | نامشخص        |
| ایلا-کَبکَبَه | پسر یَز-کور-اِل  | نامشخص        |
| اَمینو      | پسر ایلا-کَبکَبَه | نامشخص        |
| سولیلی     | پسر اَمینو      | نامشخص        |

شاهانی که سرخاندان آنان مشخص نیست
| نام            | دوران پادشاهی            |
| -------------- | ------------------------ |
| کیک-کیا        | ۲۰۰۰–۱۹۸۵ (پیش از میلاد) |
| آکیا           | ۱۹۸۵–۱۹۷۰ (پیش از میلاد) |
| پوزور-آشور یکم | ۱۹۷۰–۱۹۶۰ (پیش از میلاد) |
| شَلیم-آهه       | ۱۹۶۰–۱۹۴۵ (پیش از میلاد) |
| ایلو-شوما      | ۱۹۴۵–۱۹۰۶ (پیش از میلاد) |

ایلو-شوما نخستین شاه آشور است که دربارهٔ او چیزهایی می‌دانیم، و واپسین شاه دوره آغازین تاریخ آشور می‌باشد. او به سرزمین‌های سومریان یورش برد و خود او مدعی است که برای اور و نیپور که دست کم در ظاهر فرمانگزار گونگونوم شاه لارسا (۱۹۳۲–۱۹۰۵ پیش از میلاد) بودند آزادی به ارمغان آورده است. دستاورد ایلو-شوما هر چه بوده، این اندازه پیداست که نتیجه دیرپایی نداشته است.
با درگذشت ایلو-شوما، دوره آغازین تاریخ آشور به سر می‌رسد و دوره پادشاهی کهن، آغاز می‌گردد.

### آغاز دوره پادشاهی کهن
با درگذشت ایلو-شوما، و به سلطنت رسیدن پسرش اریشوم یکم، دوره آغازین تاریخ آشور به سر رسیده، و دوره پادشاهی کهن، آغاز می‌گردد. معروف‌ترین پادشاه این دوره اریشوم یکم است. اما پس از مدتی بابل دوباره موفق شد آشور را مطیع خود کند. از وقایع مهم این دوره پیدا شدن قومی صحراگرد و تازه‌نفس از عربستان بود که آشور و بابل را تحت فشار قرار دادند، این مردمان در تاریخ به آرامی‌ها مشهور هستند.

### دودمان پوزور-آشور

نقشه تقریبی خاور نزدیک باستان c. ۱۹۰۰ پ. م

دوره‌ای است که با سلطنت پوزور-آشور یکم آغاز می‌شود و گاهی به دودمان پوزور-آشور مشهور است. دودمان پوزور-آشور نام‌های واقعی اکدی را در خط سلطنتی آشور در مقابل نام‌های قبلی که احتمالاً با نام‌های هوریان مطابقت داشتند.
| نام                        | جانشینی و توضیحات  | مرجع  |
| -------------------------- | ------------------ | ----- |
| پوزور-آشور یکم Puzur-Aššur | جانشینی نامشخص     | [ ۵ ] |
| شالیم-آهوم Šallim-aḫḫe     | پسر پوزور-آشور یکم | [ ۶ ] |
| ایلو-شوما Ilu-šūma         | پسر شلیم-اهه       | [ ۷ ] |
| اریشوم یکم Erišum          | پسر ایلو-شوما      | [ ۶ ] |
| ایکونوم Ikūnum             | پسر ایلو-شوما      | [ ۶ ] |
| سارگون یکم Šarru-ukīn      | پسر ایکونوم        | [ ۶ ] |
| پوزور-آشور دوم Puzur-Aššur | پسر سارگون یکم     | [ ۶ ] |
| نارام-سین Narām Sîn        | پسر پوزور-آشور دوم | [ ۶ ] |
| اریشوم دوم Erišum          | پسر نارام-سین      | [ ۶ ] |

با آغاز پادشاهی اریشوم یکم (۱۹۰۶–۱۸۶۷ پ. م)، پسر ایلو-شوما (۱۹۴۵–۱۹۰۶ پ. م)، وارد دوره پادشاهی کهن آشور می‌شویم. در سنگ‌نبشته‌های به جامانده از دوره پادشاهی‌اش، یادآور می‌شود که او سازنده نیایشگاه‌هایی برای آشور، ایشتار و اَدَد بوده است.
در پی اِریشوم یکم، شاهانی چون ایکونوم (۱۸۶۷–۱۸۶۰ پ. م)، سارگون یکم (۱۸۶۰–۱۸۵۰ پ. م)، و پوزور-آشور دوم (۱۸۵۰–۱۸۳۰ پ. م) به تخت شاهی آشور نشستند.

سپس، نارام-سین، شاه اشنونا (۱۸۳۰–۱۸۰۵ پ. م)، توانست آشور را تسخیر کند و به مدت ۱۵ سال بر آن ناحیه فرمانروایی کرد (۱۸۳۰–۱۸۱۶ پ. م). نارام-سین همچنین توانست نواحی شمال شهر ماری را نیز، که اموری‌ها بر آنجا حکمفرمایی داشتند، به اشغال خود درآورد. یکی از این نواحی، اکالاتوم بود که ایلا-کَبکَبو بر آن حکم می‌راند. پس از تصرف شهر اکالاتوم توسط نارام-سین، شمشی-ادد یکم، جانشین ایلا-کَبکَبو به بابل گریخت. 

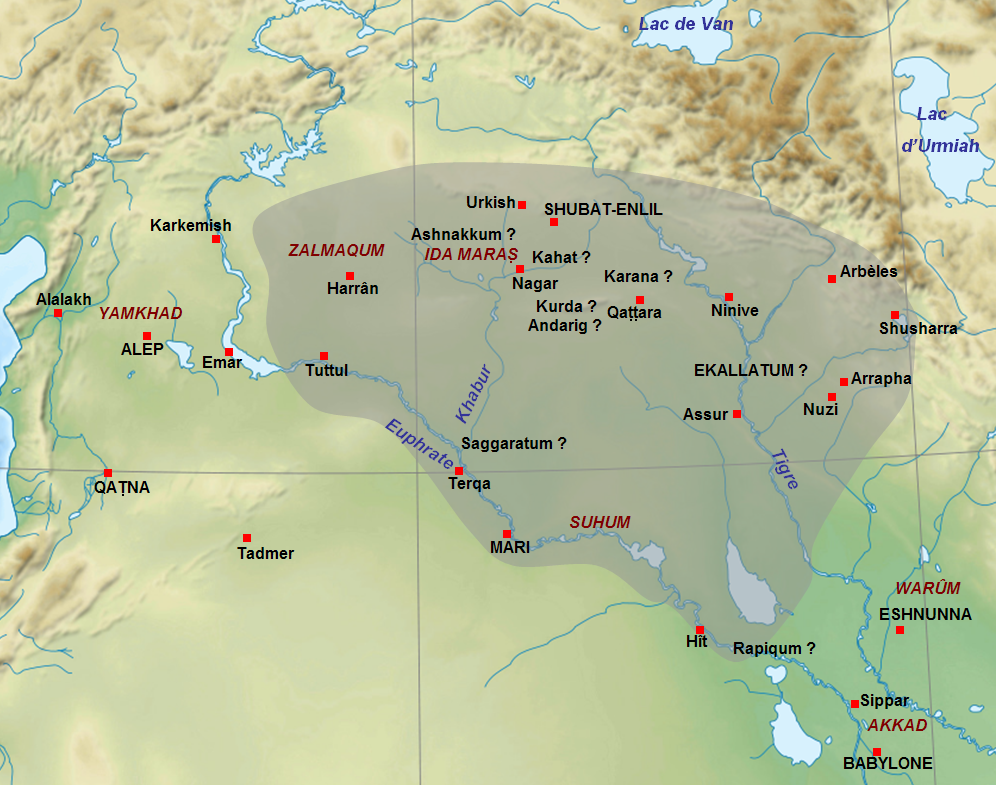
حدود تقریبی امپراتوری شمشی-ادد یکم در زمان مرگ وی

در سال ۱۸۱۵ پ. م، پادشاهی نارام-سین بر آشور پایان می‌یابد و شخصی با عنوان اریشوم دوم، در آشور به شاهی می‌رسد (۱۸۱۵–۱۸۰۹ پ. م). در همان سال، شمشی-ادد یکم که در گذشته به بابل گریخته بود بر آن شد تا شهر اِکالاتوم را از جانشینان نارام-سین پس بگیرد.

### دودمان شمشی-ادد
همچنین به عنوان دوره سلطه اموری بر آشور نیز نامیده می‌شود.
شمشی-ادد یکم بعد از شکست دادن جانشین نارام-سین اشنونایی، توانست علاوه بر تصرف آشور، تمامی نواحی میانرودان شمالی را تحت سلطه خود درآورد. وی حتی ماری که تحت حکومت همتباران اموری‌اش بود را نیز تصرف کرد.
| نام                        | جانشینی و توضیحات                            | مرجع        |
| -------------------------- | -------------------------------------------- | ----------- |
| شمشی-ادد یکم Šam-ši-Adad   | غاصب، فرزند ایلا-کَبکَبو اموری، حاکم اکالاتوم  | [ ۶ ]       |
| ایشمه-داگان یکم Išme-Dagān | پسر شمشی-ادد یکم                             | [ ۶ ]       |
| موت-آشکور Mut-Aškur        | پسر ایشمه-داگان یکم                          | [ ۶ ] [ ۹ ] |
| ریموش Rimuš                | نسبت نامشخص، احتمالاً از فرزندان شمشی-ادد یکم | [ ۶ ] [ ۹ ] |
| آرینوم Asīnum              | نوه شمشی-ادد یکم                             | [ ۶ ] [ ۹ ] |

### اولین دوره تاریکی در دوره پادشاهی کهن
بعد از مرگ شمشی-ادد یکم، جانشینانش نتوانستند قلمروهای فتح شده وی را اداره کنند و از هرسو مورد هجوم دشمنان قرار گرفتند. در داخل آشور هم جنگ داخلی و هرج و مرج شدید رخ داد. هرج و مرج به گونه‌ای بود که در مدت ۶ سال (۱۷۰۶–۱۷۰۰ پ. م)، هفت تن غاصب، برای سلطه بر آشور به نبرد با یکدیگر پرداختند. این افراد، آشور-دوگَل، آشور-اَپلَه-ایدی، اَدَد-سَلولو، نَسیر-سین، سین-نَمیر، ایپکی-ایشتار و آداسی بودند.
سرانجام، بِلو-بَنی بود که به این هرج و مرج پایان داد و به تخت سلطنت آشور نشست (۱۷۰۰–۱۶۹۱ پ. م). اما از این به بعد، تاریخ آشور وارد دورانی تاریک می‌گردد، و از این زمان تا پایان دوره پادشاهی کهن آشور، از پادشاهان آشور، مگر نام و درازای سال‌های پادشاهی‌شان را نمی‌دانیم.
| نام                              | جانشینی و توضیحات                                        | مرجع        |
| -------------------------------- | -------------------------------------------------------- | ----------- |
| آشور-دوگول Aššur-dugul           | غاصب، بی ارتباط با پادشاهان قبلی                         | [ ۶ ] [ ۹ ] |
| آشور-اپلی-ایدی Aššur-apla-iddina | غاصب، بی ارتباط با پادشاهان قبلی، میزان حکومت نامشخص است | [ ۶ ] [ ۹ ] |
| ناصیر-سین Nāsir Sîn              | غاصب، بی ارتباط با پادشاهان قبلی، میزان حکومت نامشخص است | [ ۶ ] [ ۹ ] |
| سین-نامیر Sîn-nāmir              | غاصب، بی ارتباط با پادشاهان قبلی، میزان حکومت نامشخص است | [ ۶ ] [ ۹ ] |
| ایپگی-ایشتار Ipqi-Ištar          | غاصب، بی ارتباط با پادشاهان قبلی، میزان حکومت نامشخص است | [ ۶ ] [ ۹ ] |
| ادد-سالولو Adad-salulu           | غاصب، بی ارتباط با پادشاهان قبلی، میزان حکومت نامشخص است | [ ۶ ] [ ۹ ] |
| آداسی Adasi                      | غاصب، بی ارتباط با پادشاهان قبلی، میزان حکومت نامشخص است | [ ۶ ] [ ۹ ] |

### دودمان آداسی (حدود ۱۷۰۰/۷۲۲–۱۶۸۰ پ. م)

حدود تقریبی خاور نزدیک باستان ۱۷۰۰ پ. م

حدود تقریبی خاور نزدیک باستان ۱۶۰۰ پ. م

آداسی‌ها از اواسط دوره دوره آشوری کهن تا سقوط سلسله (و جایگزین شدن با سلسله سارگون‌ها) در اواسط دوره امپراتوری آشوری نو، بر آشور حکمرانی کردند و تقریباً یکهزار سال حاکم بودند.
| نام تلفظ آن                  | سلطنت            | جانشینی و توضیحات | مرجع               |
| ---------------------------- | ---------------- | --- | ------------------ |
| بعل-بانی Bēlu-bāni           | ۱۷۰۰–۱۶۹۱ پ. م   | پسر آداسی | [ ۵ ] [ ۹ ]        |
| لیبایا Libaia                | ۱۶۹۰ – ۱۶۷۴ پ. م | پسر بعل-بانی یا آداسی | [ ۵ ] [ ۹ ]        |
| شرما-ادد یکم Šarma-Adad      | ۱۶۷۳–۱۶۶۲ پ. م   | پسر لیبایا یا آداسی | [ ۶ ] [ ۹ ]        |
| ایپتار-سین Ib-Tar-Sîn        | ۱۶۶۱–۱۶۵۰ پ. م   | پسر شرمه-ادد یکم یا آداسی | [ ۶ ] [ ۹ ]        |
| بازایا Bāzāiu                | ۱۶۴۹–۱۶۲۲ پ. م   | پسر ایپتار-سین یا بعل-بانی | [ ۶ ] [ ۹ ]        |
| لولایا Lulāiu                | ۱۶۲۱–۱۶۱۶ پ. م   | غاصب، بی ارتباط با سلسله آداسی | [ ۶ ] [ ۹ ]        |
| شو-نینوآ Šu-Ninua            | ۱۶۱۵ – ۱۶۰۲ پ. م | پسر بازایا | [ ۶ ] [ ۹ ]        |
| شرمه-ادد دوم Šarma-Adad      | ۱۶۰۱–۱۵۹۸ پ. م   | پسر شو-نینوآ | [ ۶ ] [ ۹ ]        |
| اریشوم سوم Erišum            | ۱۵۹۸–۱۵۸۶ پ. م   | پسر یا برادر شرمه-ادد دوم | [ ۶ ] [ ۹ ] [ ۱۴ ] |
| شمشی-ادد دوم Šam-ši-Adad     | ۱۵۸۵–۱۵۸۰ پ. م   | پسر اریشوم سوم | [ ۶ ] [ ۹ ]        |
| ایشمه-داگان دوم Išme-Dagān   | ۱۵۸۰–۱۵۶۴ پ. م   | پسر شمشی-ادد دوم | [ ۶ ] [ ۹ ]        |
| شمشی-ادد سوم Šam-ši-Adad     | ۱۵۶۴–۱۵۴۸ پ. م   | پسر ایشمه-داگان دوم | [ ۶ ] [ ۹ ] [ ۱۴ ] |
| آشور-نیراری یکم Aššur-nārāri | ۱۵۴۸–۱۵۲۲ پ. م   | پسر ایشمه-داگان دوم | [ ۶ ] [ ۹ ]        |
| پوزور-آشور سوم Puzur-Aššur   | ۱۵۲۲–۱۴۹۸ پ. م   | پسر آشور-نیراری یکم، معاهده صلحی را با بورنابوریاش یکم شاه بابل به امضا رساند که بر پایه آن، مرزهای دو کشور در ناحیه سامرا تعیین شد (۱۵۰۳ پ. م) | [ ۶ ] [ ۹ ]        |

### آشور، خراجگزار میتانی
در این دوران، آشور به خراجگزار میتانی تبدیل شد و دوران افول خود را سپری کرد.
| نام تلفظ آن                        | سلطنت          | جانشینی و توضیحات | مرجع               |
| ---------------------------------- | -------------- | --- | ------------------ |
| انلیل-ناصیر یکم Enlīl-nāsir        | ۱۴۹۸–۱۴۸۵ پ. م | پسر پوزور-آشور سوم. او خراجگزار پادشاهی میتانی شد. | [ ۶ ] [ ۹ ]        |
| نور-ایلی Nur-ili                   | ۱۴۸۵–۱۴۷۳ پ. م | پسر انلیل-ناصیر یکم، او نیز به احتمال زیاد خراجگزار میتانی بود. | [ ۶ ] [ ۹ ]        |
| آشور-شدونی Aššur-šaddûni           | ۱۴۷۳ پ. م      | پسر نور-ایلی بود و تنها پس از یک ماه پادشاهی، توسط عمویش از تخت به زیر کشیده شد.                                                                                                  | [ ۶ ] [ ۹ ]        |
| آشور-ربی یکم Aššur-rabi            | ۱۴۷۳–۱۴۳۳ پ. م | پسر انلیل-ناصیر یکم، تاج و تخت را از آشور-شدونی غصب کرد. به احتمال زیاد بعدها خراجگزار میتانی شد                                                                                  | [ ۶ ] [ ۹ ]        |
| آشور-ندین-آهه یکم Aššur-nādin-ahhē | ۱۴۳۳ پ. م      | پسر آشور-رَبی یکم. با آغاز پادشاهی او، آشور، دوباره خراجگزار پادشاهی میتانی شد. همچنین معاهده صلحی نیز با بابل به امضا رساند. او توسط برادرش انلیل-ناصیر دوم از پادشاهی برکنار شد. | [ ۶ ] [ ۹ ]        |
| انلیل-ناصیر دوم Enlīl-nāsir        | ۱۴۳۳–۱۴۲۷ پ. م | برادر آشور-نَدین-آهه یکم و نیز، خراجگزار میتانی بود. او تاج و تخت را بوسیله یک کودتا به دست آورد.                                                                                  | [ ۶ ] [ ۹ ]        |
| آشور-نیراری دوم Aššur-nārāri       | ۱۴۲۷–۱۴۲۰ پ. م | پسر آشور-ربی یکم | [ ۶ ] [ ۹ ]        |
| آشور-بِل-نینِشو Aššūr-bēl-nīšēšu     | ۱۴۲۰–۱۴۱۱ پ. م | پسر آشور-نیراری دوم | [ ۶ ] [ ۹ ]        |
| آشور-رِم-نینِشو Aššūr-rā’im-nīšēšu   | ۱۴۱۱–۱۴۰۳ پ. م | پسر آشور-نیراری دوم | [ ۶ ] [ ۹ ]        |
| آشور-نَدین-آهه دوم Aššur-nādin-ahhē | ۱۴۰۳–۱۳۹۳ پ. م | پسر آشور-ریم-نینشو. خراجگزار میتانی بود | [ ۶ ] [ ۹ ] [ ۱۴ ] |
| اریبا-ادد یکم Erība-Adad           | ۱۳۹۳–۱۳۶۶ پ. م | پسر آشور-بعل-نینشو یا آشور-ریم-نینشو | [ ۶ ] [ ۹ ] [ ۱۴ ] |

با درگذشت آشور-نَدین-آهه دوم، و روی کار آمدن اِریبا-اَدَد یکم و پسرش آشور-اوبالیت یکم، دوران تاریکی که از پیرامون ۱۶۰۰ پ. م آغاز شده بود، پایان می‌یابد و آشور، تاریخ تازه خود را که با عنوان پادشاهی آشور میانه است، آغاز می‌کند.

## آشور میانه
| نام                  | نام پدر                                      | دوران پادشاهی                                    |
| -------------------- | -------------------------------------------- | ------------------------------------------------ |
| اِریبا-اَدَد یکم        | آشور-بِل-نینِشو                                | ؟ - ۱۳۶۵ یا ۱۳۵۳ پیش از میلاد                    |
| آشور-اوبالیت یکم     | اِریبا-اَدَد یکم                                | ۱۳۶۵–۱۳۳۰ پیش از میلاد یا ۱۳۵۳–۱۳۱۸ پیش از میلاد |
| اِنلیل-نیراری         | آشور-اوبالیت یکم                             | ۱۳۲۸–۱۳۱۸ پیش از میلاد                           |
| آریک-دَن-ایلی         | اِنلیل-نیراری                                 | ۱۳۱۸–۱۳۰۸ پیش از میلاد                           |
| ادد-نیراری یکم       | آریک-دَن-ایلی                                 | ۱۳۰۸–۱۲۶۳ پیش از میلاد                           |
| شلمنسر یکم           | اَدَد-نیراری یکم                               | ۱۲۶۳–۱۲۳۳ پیش از میلاد                           |
| توکولتی‌نینورتای یکم  | شلمنسر یکم                                   | ۱۲۳۳–۱۲۰۷ پیش از میلاد                           |
| آشور-ندین-آپلی       | توکولتی‌نینورتای یکم                          | ۱۲۰۷ -؟ پیش از میلاد                             |
| آشور-نیراری سوم      | پسر یا برادرزاده آشور-ندین-پال               | ؟ - ۱۱۹۷ پیش از میلاد                            |
| اِنلیل-کودوری-اوسور   | توکولتی‌نینورتای یکم                          | ۱۱۹۷–۱۱۹۲ پیش از میلاد                           |
| نینورتا-پال-اِکور     | پسر ایلیا-ای-هَددَه و از نوادگان اِریبا-اَدَد یکم | ۱۱۹۲–۱۱۸۰ پیش از میلاد                           |
| آشور-دان یکم         | نینورتا-پال-اِکور                             | ۱۱۷۹–۱۱۳۴ پیش از میلاد                           |
| نینورتا-توکولتی-آشور | آشور-دان یکم                                 | ۱۱۳۴–۱۱۳۳ پیش از میلاد                           |
| موتاکّیل-نوسکو        | آشور-دان یکم                                 | ؟ - ۱۱۳۳ پیش از میلاد                            |
| آشور-رش-ایشی یکم     | موتاکّیل-نوسکو                                | ۱۱۳۲–۱۱۱۶ پیش از میلاد                           |
| تیگلات-پیلسر یکم     | آشور-رش-ایشی یکم                             | ۱۱۱۵–۱۰۷۷ پیش از میلاد                           |

### دوره تاریکی
| نام                      | نام پدر                                                                                           | دوران پادشاهی          |
| ------------------------ | ------------------------------------------------------------------------------------------------- | ---------------------- |
| اَشَرید-پال-اِکور           | تیگلات-پیلسر یکم                                                                                  | ۱۰۷۶–۱۰۷۴ پیش از میلاد |
| آشور-بعل-کالا            | تیگلات-پیلسر یکم                                                                                  | ۱۰۷۴–۱۰۵۶ پیش از میلاد |
| اِریبا-ادد دوم            | آشور-بعل-کالا                                                                                     | ۱۰۵۶–۱۰۵۴ پیش از میلاد |
| شمشی-ادد چهارم           | تیگلات-پیلسر یکم                                                                                  | ۱۰۵۴–۱۰۴۰ پیش از میلاد |
| آشور-ناصیر-پال یکم       | شمشی-ادد چهارم                                                                                    | ۱۰۴۰–۱۰۳۲ پیش از میلاد |
| شلمنسر دوم (شولَنو-اَشَرِدو) | آشور-ناصیر-پال یکم                                                                                | ۱۰۳۱–۱۰۱۹ پیش از میلاد |
| آشور-نیراری چهارم        | شلمنسر دوم                                                                                        | ۱۰۱۹–۱۰۱۳ پیش از میلاد |
| آشور-رَبی دوم             | به ظاهر فرزند آشور-ناصیر-پال یکم بود. او یکی از پادشاهان آشور است که سلطنت طولانی ای داشت؛ ۴۱ سال | ۱۰۱۳–۹۷۲ پیش از میلاد  |
| آشور-رِش-ایشی دوم         | آشور-رَبی دوم                                                                                      | ۹۷۲–۹۶۷ پیش از میلاد   |
| تیگلات-پیلسر دوم         | آشور-رِش-ایشی دوم                                                                                  | ۹۶۷–۹۳۵ پیش از میلاد   |
| آشور-دان دوم             | تیگلات-پیلسر دوم                                                                                  | ۹۳۵–۹۱۲ پیش از میلاد   |

## آشور نو

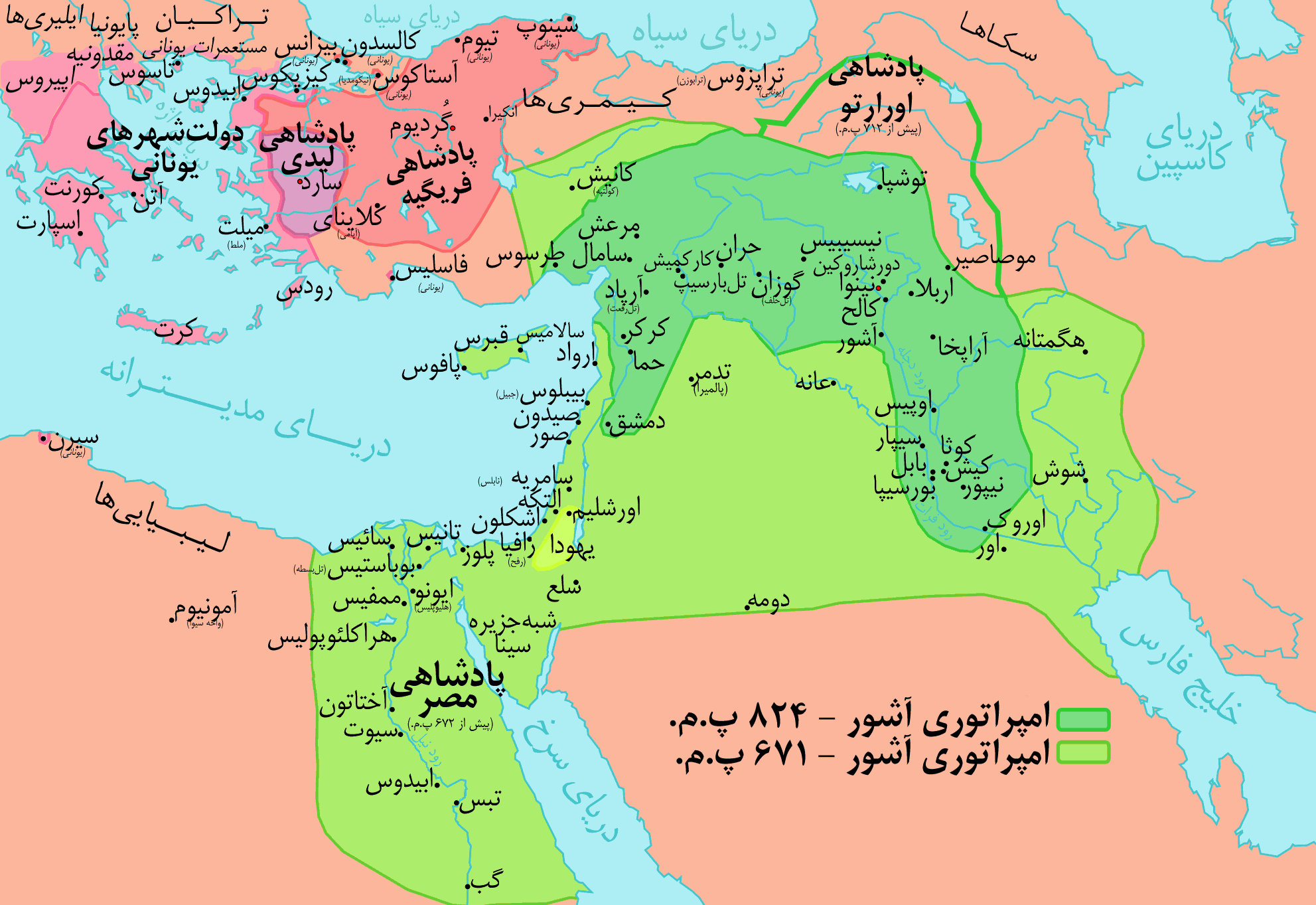
امپراتوری آشور نو در اوج قدرت و عظمت

| نام                  | دوران پادشاهی            |
| -------------------- | ------------------------ |
| ادد-نیراری دوم       | ۹۱۱ - ۸۹۰ (پیش از میلاد) |
| توکولتی نینورتای دوم | ۸۸۹ - ۸۸۴ (پیش از میلاد) |
| آشور-ناصیر-پال دوم   | ۸۸۳ - ۸۵۹ (پیش از میلاد) |
| شلمنسر سوم           | ۸۵۸ - ۸۲۳ (پیش از میلاد) |
| شمشی-ادد پنجم        | ۸۲۴ - ۸۱۱ (پیش از میلاد) |
| ادد-نیراری سوم       | ۸۱۱ - ۷۸۳ (پیش از میلاد) |
| شلمنسر چهارم         | ۷۸۲ - ۷۷۳ (پیش از میلاد) |
| آشور-دان سوم         | ۷۷۳ - ۷۵۵ (پیش از میلاد) |
| آشور-نیراری پنجم     | ۷۵۵ - ۷۴۵ (پیش از میلاد) |
| تیگلات-پیلسر سوم     | ۷۴۵ - ۷۲۷ (پیش از میلاد) |
| شلمنسر پنجم          | ۷۲۶ - ۷۲۲ (پیش از میلاد) |
| سارگون دوم           | ۷۲۱ - ۷۰۵ (پیش از میلاد) |
| سناخریب              | ۷۰۴ - ۶۸۱ (پیش از میلاد) |
| اسرحدون              | ۶۸۱ - ۶۶۹ (پیش از میلاد) |
| آشور بانی‌پال         | ۶۶۹ - ۶۳۱ (پیش از میلاد) |
| آشور-اتیل-ایلنی      | ۶۳۱ - ۶۲۷ (پیش از میلاد) |
| سین-شومو-لیشیر       | ؟ -؟                     |
| سین-شر-ایشکون        | ۶۲۷ - ۶۱۲ (پیش از میلاد) |
| آشور-اوبالیت دوم     | ۶۱۲ - ۶۰۹ (پیش از میلاد) |